# Communauté de communes du Pic-Saint-Loup
La Communauté de communes du Pic-Saint-Loup était une communauté de communes française, situé au nord de Montpellier, dans le département de l'Hérault et la région Languedoc-Roussillon.
Au 1er janvier 2010, elle a fusionné avec la Communauté de communes de l'Orthus et la Communauté de communes Séranne Pic Saint Loup pour former la Communauté de communes du Grand Pic Saint Loup (arrêté préfectoral du 7 décembre 2009).

## Communes
- Assas
- Cazevieille
- Combaillaux
- Fontanès
- Guzargues
- Les Matelles
- Le Triadou
- Murles
- Saint-Bauzille-de-Montmel
- Saint-Clément-de-Rivière (1er janvier 2004)
- Sainte-Croix-de-Quintillargues
- Saint-Gély-du-Fesc (1er janvier 2004)
- Saint-Jean-de-Cuculles
- Saint-Mathieu-de-Tréviers
- Saint-Vincent-de-Barbeyrargues
- Teyran (1er janvier 2004)
- Vailhauquès

Le conseil communautaire était composé de 51 membres.